# Cai Yong
En aquest nom xinès, el cognom és Cai.
Cai Yong (en xinès: 蔡邕; en pinyin: Cài yōng; Comtat de Qi, 132 – Chang'an, 192 EC) va ser un erudit de la Dinastia Han Oriental. Era ben versat en cal·ligrafia, música, matemàtiques i astronomia. Una de les seves filles és la famosa Cai Wenji.

## Biografia

### Inicis
Cai Yan va néixer en una família local adinerada de Chenliu (陳留, a l'actual Comtat de Qi, prop de la ciutat de Kaifeng, a la província de Henan), que tenia la reputació de no haver tingut dividit el seu territori durant tres generacions. Quan el seu pare Cai Leng va faltar, Cai Yong va viure amb el seu oncle Cai Zhi mentre tenia molta cura de la seva pròpia mare durant els seus últims tres anys. Quan ella morí, Cai Yong es va fer conegut pel seu arranjament de la tomba de la seva mare. Després d'això, Cai Yong va estudiar-hi composició, matemàtiques, astronomia, diapasó, i música sota l'ensenyament de Hu Guang (胡廣), un dels funcionaris de més alt rang de la cort de Han.

## Família
- Avi: Cai Xi (蔡攜)

- Pare: Cai Leng (蔡棱)

- Oncle: Cai Zhi (蔡質)

- Nens:
  - Cai Wenji, filla
  - Filla, nom personal desconegut, casada amb Yang Dao (羊衜)
  - Fill, nom personal desconegut

- Nets:
  - Cai Xi (蔡襲), net
  - Yang Huiyu, neta
  - Yang Hu, net